# San Juan Xoconusco
San Juan Xoconusco är en ort i Mexiko, tillhörande kommunen Donato Guerra i sydvästra delen av delstaten Mexiko. Orten hade 3 022 invånare vid folkräkningen år 2010, vilket gör San Juan Xoconusco till kommunens tredje största samhälle.